# پپیواتس (کروشواتس)
پپیواتس (به صربی: Pepeljevac) یک منطقهٔ مسکونی در صربستان است که در کروشواتس واقع شده‌است. پپیواتس ۲٬۱۰۱ نفر جمعیت دارد.